# Ugia egcarsia
Ugia egcarsia là một loài bướm đêm trong họ Erebidae.